# Villarbón
Villarbón es una localidad del municipio de Valle de Ancares en la comarca tradicional de Ancares, provincia de León, comunidad autónoma de Castilla y León (España). 
Es un pueblo deshabitado resultado de la despoblación del valle. Durante los años 1950 contaba con unos 150 habitantes, pero a partir de los años 1960 empezó a despoblarse; hasta que en 1982 quedó desierto. En los últimos años, por inciciativa privada se han emprendido la rehabilitación de numerosos edificios en ruinas, dotándolos  de red eléctrica y dedicándoles a actividades socioculturales. También se proyecta construir una carretera asfaltada para facilitar su visita.

## Demografía
| Gráfica de evolución demográfica de Villarbón entre 1900 y 2018                                                                                   |
| |
| Población de derecho (1900-1991) o población residente (2001) según los censos de población del INE. Población según el padrón municipal del INE. |

## Patrimonio
La mayor parte de los edificios están en ruinas, aunque algunos están siendo rehabilitados de forma privada. Villarbón tiene una arquitectura típica de los Ancares con casas hechas con piedra local y pizarra, usando la mampostería como técnica de construcción. El monumento más reseñable es un hórreo, que está en buen estado de conservación. El pueblo también posee una fuente, un lavadero, una casa corredor y las ruinas de la Iglesia de Santa Bárbara.
La principal atracción es la naturaleza y el paisaje que atrae a muchos excursionistas amantes de la naturaleza.

## Rehabilitación
Los últimos años ha surgido un interés por rehabilitar los pueblos abandonados de la comarca de Ancares por parte de personas privadas y asociaciones. En el caso de Villarbón, el aventurero y cooperante en África Miguel Yuma lleva la mitad de su vida en un proyecto de recuperación de la aldea; se ha hecho propietario de varias casas y tierras de labor, las cuales ha restaurado y ha implicado a una veintena de arquitectos gallegos voluntarios del movimiento 'Arquitectos sin fronteras' para diseñar un proyecto para restaurar y reconstruir el pueblo tal como era hace un siglo. Ha llegado acuerdos con las compañías eléctricas y telefónicas para dotar al poblado de luz y teléfono, y junto con su familia ha conseguido resucitar la junta vecinal extinta de este pueblo abandonado.